# Werner Schulze
Werner Schulze ( 1930) es un botánico, y horticultor austríaco, que ha trabajado extensamenet en la taxonomía de la familia de las iridáceas.

## Algunas publicaciones

### Libros
- werner Schulze, helmut Vogt. 1989. Liliifloren. [Hauptbd.] Nº 48 de Bibliographische Mitteilungen der Universitätsbibliothek Jena. Ed. Univ.-Bibliothek. 181 pp.

- Ludwig Erbeling, werner Schulze, werner Schulze (biolog.). 1983. Coleoptera Westfalica: Familia Oedemeridae. Volumen 3 de Abhandlungen aus dem Westfälischen Museum für Naturkunde. Ed. Landschaftsverband Westfalen-Lippe. 19 pp.

- La abreviatura «Wern.Schulze» se emplea para indicar a Werner Schulze como autoridad en la descripción y clasificación científica de los vegetales.[3]